# Pender (Nebraska)
Pender település az Amerikai Egyesült Államok Nebraska államában, Thurston megyében, melynek megyeszékhelye is. Lakosainak száma 1115 fő (2020. április 1.).

## Népesség
A település népességének változása:

| 2010 | 1 002 |
| 2020 | 1 115 |